# Saksanochour
Koordinaten: 37° 33′ 5″ N, 69° 23′ 26″ O
Saksanochour ist die moderne Bezeichnung einer antiken Siedlung bei Farchor im Süden des heutigen Tadschikistans.
Der Ort wurde von 1966 bis 1967 und 1973 bis 1977 von sowjetischen Archäologen untersucht, bevor die Reste eingeebnet wurden. Es fanden sich Reste einer griechisch-baktrischen und späteren Siedlung. Neben Ai Khanoum ist es eines der wenigen ausgegrabenen Orte des griechisch-baktrischen Reiches.
Es fand sich eine Zitadelle, dessen Zentrum ein Bau mit einem großen Hof bildete, an dem sich angegliedert eine Säulenhalle fand. Die Holzsäulen hatten einst korinthische Kapitelle. Der Bau datiert wahrscheinlich in das zweite Jahrhundert v. Chr. Im Konzept ist er mit anderen Bauten in Ai Khanoum vergleichbar, wo es auch Gebäude mit großen Hof und angegliederter Säulenhalle gibt.
In der neben der Festung liegenden Siedlung fanden sich Wohnbauten und Werkstätten, darunter Keramikbrennöfen. Es konnten verschiedene Schichten unterschieden werden. Die unterste datiert in die griechisch-baktrische Zeit und es kann vermutet werden, dass der Ort in dieser Zeit gegründet wurde. Die oberen Schichten gehören zu einer Kuschanabesiedlung.